# Rhodobryum grandifolium
Rhodobryum grandifolium là một loài Rêu trong họ Bryaceae. Loài này được (Taylor) Schimp. miêu tả khoa học đầu tiên năm 1898.